# Levomepromazina
La levomepromazina (nome commerciale Nozinan) è un antipsicotico tipico per il trattamento della schizofrenia, degli stati paranoidi e della mania; per il trattamento di psicosi tossiche causate da abuso di amfetamine, LSD e cocaina; per le sindromi mentali organiche accompagnate da delirio.

La levomepromazina ha forti proprietà analgesiche e risulta particolarmente efficace nel trattamento dei disturbi d'ansia particolarmente gravi e resistenti alla terapia con ansiolitici tipici e nel trattamento delle sindromi depressive associate a isteria e delirio. Viene altresì usata come potenziamento delle terapie analgesiche e anestetiche.